# 共栄通信工業
共栄通信工業株式会社（きょうえいつうしんこうぎょう、英: Kyoei Communication Industry Co., Ltd.）は、日本の機械専門商社である。本社を東京都渋谷区に置き、精密小型モーター、センサー、電源機器、光通信部品などの販売およびカスタムユニットの提案を行っている。株式会社南陽（東証スタンダード上場）のグループ企業である。

## 概要
1961年に創業。長年にわたり、国内外のメーカーとのパートナーシップを活かし、産業機器・医療機器・通信機器・OA機器向けのコンポーネント提供を行ってきた。
2013年には新設分割により法人格を改組し、株式会社南陽の完全子会社となる。
部品単体の販売にとどまらず、ユニット設計や試作開発支援も手掛けている。

## 沿革
- 1961年 - 東京都原宿にて創業。精密モーターや制御機器の販売を開始。
- 1967年 - 渋谷区東に本社移転。
- 1974年 - 大阪支店を開設。
- 2013年 - 新設分割により現法人へ移行。株式会社南陽の100%子会社となる。
- 2016年 - ISO14001の対象事業所に認定され、環境マネジメントを強化。

## 事業内容
通信機器、電子部品、産業用機器の販売を中心に商業事業を行っている。

### 主要取扱製品
- DCモータ
- ACモータ
- ファンモータ
- 電源関連
- センサー
- スイッチ
- ソレノイド
- 機構部品・機械加工品
- ユニット関連
- 光通信関連
- その他各種部材

## 拠点
- 本社：〒150-0011　東京都渋谷区東3-1-9
- 大阪支店：〒530-0043　大阪市北区天満2-5-15